# Eduardo Acevedo
Eduardo Mario Acevedo Cardozo (25 września 1959 w Montevideo) – piłkarz urugwajski, lewy obrońca.

## Kariera piłkarska
Swoją karierę Acevedo rozpoczął w klubie Defensor Sporting i jako gracz tego klubu wziął udział wraz z reprezentacją Urugwaju w turnieju Copa América 1983, w którym Urugwaj zdobył tytuł mistrza Ameryki Południowej. Acevedo zagrał we wszystkich 8 meczach, przy czym w pierwszym meczu z Chile, rozegranym w Montevideo, zdobył głową swoją jedyną bramkę dla reprezentacji.
Wciąż będąc graczem klubu Defensor Sporting wziął udział w finałach mistrzostw świata w 1986 roku, gdzie Urugwaj dotarł do 1/8 finału. Był wtedy w reprezentacji jedynym piłkarzem grającym w lidze urugwajskiej. Zagrał we wszystkich czterech meczach - z Niemcami, Danią, Szkocją i Argentyną, przy czym w meczu z Danią pełnił funkcję kapitana drużyny.
Po mistrzostwach Acevedo przeniósł się na rok do Hiszpanii, do klubu Deportivo La Coruña, skąd następnie przeszedł do meksykańskiego klubu UAG Tecos. Po czterech latach gry w Meksyku przez rok grał w Japonii, w nieistniejącym obecnie klubie Toshiba Kawasaki (na bazie którego powstał w 1995 obecnie istniejący klub Consadole Sapporo).
W 1993, na trzy lata przed zakończeniem kariery, Acevedo wrócił do Urugwaju, gdzie grał w kolejno w klubach Fénix Montevideo, Rentistas Montevideo i Sud América Montevideo.
Od 11 sierpnia 1983 do 16 czerwca 1986 rozegrał w barwach reprezentacji Urugwaju 42 mecze i zdobył 1 bramkę
Po zakończeniu piłkarskiej kariery pracował jako trener, m.in. w meksykańskim klubie UAG Tecos.